# Rincón Zapote
Rincón Zapote är en ort i Mexiko.   Den ligger i kommunen Cuitláhuac och delstaten Veracruz, i den sydöstra delen av landet, 260 km öster om huvudstaden Mexico City. Rincón Zapote ligger 326 meter över havet och antalet invånare är 215.
Terrängen runt Rincón Zapote är huvudsakligen platt, men söderut är den kuperad. Runt Rincón Zapote är det ganska tätbefolkat, med 134 invånare per kvadratkilometer. Närmaste större samhälle är Cuitláhuac, 6,9 km norr om Rincón Zapote. Trakten runt Rincón Zapote består till största delen av jordbruksmark.